# Луис (Делавер)
Луис (енгл. Lewes) град је у Округу Сасекс у америчкој савезној држави Делавер. По попису становништва из 2010. у њему је живело 2.747 становника

## Демографија
| Група             | 2000.         | 2010.         |
| Белци             | 2.544 (86,8%) | 2.437 (88,7%) |
| Афроамериканци    | 290 (9,9%)    | 211 (7,7%)    |
| Азијати           | 30 (1,0%)     | 10 (0,4%)     |
| Хиспаноамериканци | 49 (1,7%)     | 48 (1,7%)     |
| Укупно            | 2.932         | 2.747         |